# Център за либерални стратегии
Центърът за либерални стратегии (ЦЛС) е фондация, регистрирана с решение на Софийски градски съд на 19 май 1994 г. През 2003 г., в съответствие с изискванията на новия закон за неправителствените организации, ЦЛС е пререгистрирана като неправителствена организация, осъществяваща дейност в обществена полза.

## Управителен съвет
- Иван Кръстев, председател на УС, програмен директор, политически изследвания
- Румен Аврамов, програмен директор, икономически изследвания
- Георги Ганев, програмен директор, икономически изследвания
- Деян Кюранов, програмен директор, политически изследвания
- Йонко Грозев, програмен директор, правни изследвания
- Анна Ганева, изпълнителен директор